# Río San Carlos
El río San Carlos (en francés: Rivière Saint-Charles;  en hurón, Akiawenrahk) es un río no navegable canadiense de la provincia de Quebec. Este río es el más importante de la ciudad de Quebec, después del río San Lorenzo.

## Geografía
Nace en el lago San Carlos, al norte de la ciudad de Quebec, y recorre 33 km antes de desembocar en el San Lorenzo. Su cuenca hidrográfica es cercana a los 550 km² y sobre ella se asientan cerca de 350.000 residentes, lo que la convierte la cuenca hidrográfica más densamente poblada de la provincia de Quebec con una media de 600 habitantes por km². El río pasa por la reserva amerindia Huron-Wendat de Wendake, lugar que posee varios rápidos, y por la ciudad de Quebec, cuyos bordes forman un parque lineal.

### Afluentes
- Río de los Hurones
- Rivière Jaune
- Rivière Nelson
- Rivière du Berger
- Rivière Lorette